# ザ・ビートルズ・ファースト・アルバム
『ザ・ビートルズ・ファースト・アルバム』（英語: The Beatles' First）は、1964年8月にアナログLPとして日本で発売されたトニー・シェリダンおよびビートルズのアルバムである。ここでは、英国盤・米国盤・『ザ・ビートルズ・ファースト・アルバム』以降にポリドールから発売された日本編集アルバムについても記載する。

## ポリドール・セッション解説
英EMI（傘下のパーロフォンレーベル）との契約以前、ビートルズは独ポリドールとの正式契約に基づいて、1961年6月および1962年5月にトニー・シェリダンのバック・バンドとして少なくとも次の9曲の録音を行った。
- My Bonnie （1961年6月22、23日録音）
- The Saints （1961年6月22、23日録音）
- Why （1961年6月22、23日録音）
- Cry for a Shadow （1961年6月22、23日録音）
- Nobody's Child （1961年6月22、23日録音）
- Ain't She Sweet （1961年6月22、23日録音〈6月24日説あり〉）
- If You Love Me Baby （1961年6月22、23日録音〈6月24日説あり〉）
- Sweet Georgia Brown （1962年5月24日バック演奏、6月7日ヴォーカル録音）
- Swanee River （1962年5月24日バック演奏、6月7日ヴォーカル録音）

これら9曲のうち、「スワニー川（英語: Swanee River）」の録音テープはリリース前に紛失し、現存しない（リリースされているものはすべて非ビートルズ・セッションである）。また、「いい娘じゃないか（英語: Ain't She Sweet）」と「クライ・フォー・ア・シャドウ（英語: Cry for a Shadow）」の2曲はビートルズのみのパフォーマンスであり、商業的な録音としてはEMIからのデビュー前には唯一の例である。独ポリドールは1965年まで公式に、トニー・シェリダンのバック・バンドに対してメンバーとは関わりなく「ビート・ブラザーズ（英語: The Beat Brothers）」という名称を与えており、トニー・シェリダンとビート・ブラザーズのクレジットで数多くのレコーディングが行われたが、上記9曲以外にはビートルズは関与していない。また、独ポリドール時代、ビートルズのドラムスはピート・ベストが担当しており、加入前のリンゴ・スターはセッションに参加していない。上記8曲（音源の存在しない「スワニー川」を除く）のレコーディングを収録したアルバムのほとんどはビートルズが参加していないビート・ブラザーズの曲目をも含んでおり、一般的にはビートルズの公式盤とは考えられていない。

## 英国盤 "The Beatles' First"

### 収録曲

#### アナログA面
1. いい娘じゃないか - Ain't She Sweet
ビートルズ・セッション。リード・ヴォーカルはジョン・レノン。
2. クライ・フォー・ア・シャドウ - Cry for a Shadow
ビートルズ・セッション。ジョン・レノンとジョージ・ハリスンの合作。インストルメンタル・ナンバーである。
3. レッツ・ダンス - Let's Dance
4. マイ・ボニー - My Bonnie
ビートルズ・セッション。
5. イフ・ユー・ラヴ・ミー・ベイビー - If You Love Me Baby
ビートルズ・セッション。
6. ホワッド・アイ・セイ - What'd I Say

#### アナログB面
1. スウィート・ジョージア・ブラウン - Sweet Georgia Brown
ビートルズ・セッション。
2. 聖者の行進 - The Saints
ビートルズ・セッション。
3. ルビー・ベイビー - Ruby Baby
4. ノーボディーズ・チャイルド - Nobody's Child
5. ヤ・ヤ - Ya Ya

## 米国盤 "The Beatles with Tony Sheridan and Guests"

### 解説
英・日より先んじてポリドール・セッションの一部がアルバム化されたが、他のアーティスト（タイタンズ）との混合収録でのリリースとなった。

### 収録曲

#### アナログA面
1. マイ・ボニー - My Bonnie
ビートルズ・セッション。
2. クライ・フォー・ア・シャドウ - Cry for a Shadow
ビートルズ・セッション。
3. ジョンソン・ラグ - Johnson Rag
タイタンズ（"Titans"）のパフォーマンス。
4. スワニー川 - Swanee River
5. フライング・ビート - Flying Beat
タイタンズのパフォーマンス。
6. ザ・ダークタウン・ストラッターズ・ボール - The Darktown Strutters' Ball
タイタンズのパフォーマンス。

#### アナログB面
1. 聖者の行進 - The Saints
ビートルズ・セッション。
2. ライ・ビート - Rye Beat
タイタンズのパフォーマンス。
3. ユー・アー・マイ・サンシャイン - You Are My Sunshine
4. サマータイム・ビート - Summertime Beat
タイタンズのパフォーマンス。
5. ホワイ - Why
ビートルズ・セッション。
6. ハッピー・ニュー・イヤー・ビート - Happy New Year Beat
タイタンズのパフォーマンス。

## 日本編集盤

### 解説
『ザ・ビートルズ・ファースト・アルバム』は日本編集盤で、1964年8月21日に発売された。ジャケットのデザインは1964年4月に独ポリドールから発売された『The Beatles' First』と同じであるが、ビートルズ参加セッション8曲を収録したドイツ盤『The Beatles' First』とは異なり、「ホワイ（英語: Why）」と「クライ・フォー・ア・シャドウ（英語: Cry for a Shadow）」の2曲と音源が失われた「スワニー川（英語: Swanee River）」を除く6曲が収録されている。
『若き日のビートルズ』は日本編集盤で、1970年4月21日に発売された。ジャケットのデザインはビートルズの4人の顔写真を持つ子どもたちで、ビートルズ参加セッションからは「マイ・ボニー（英語: My Bonnie）」「いい娘じゃないか（英語: Ain't She Sweet）」「クライ・フォー・ア・シャドウ（英語: Cry For A Shadow）」「聖者の行進（英語: The Saints）」の4曲が収録されている。
『ビートルズ 1961』はドイツ編集盤で、1973年9月21日に発売された。ジャケットのデザインは何度か変更されたが、曲目は1970年5月に独ポリドールから発売された『In The Beginning』、つまりドイツ盤『The Beatles' First』と同じである。ただし、「スウィート・ジョージア・ブラウン（英語: Sweet Georgia Brown）」はビートルズによる演奏でないバージョンなので、ビートルズ参加セッションは7曲が収録されていることになる。
『ビートルズ・オールディーズ』は2枚組の日本編集盤で、1981年12月1日に発売された。ビートルズ参加セッションの全8曲が収録されている。

### 収録曲

#### ザ・ビートルズ・ファースト・アルバム

##### アナログA面
1. いい娘じゃないか - Ain't She Sweet
ビートルズ・セッション。
2. スウィート・ジョージア・ブラウン - Sweet Georgia Brown
ビートルズ・セッション。
3. スワニー川 - Swanee River
4. イフ・ユー・ラヴ・ミー・ベイビー - If You Love Me Baby
ビートルズ・セッション。
5. レッツ・ダンス - Let's Dance
6. ユー・アー・マイ・サンシャイン - You Are My Sunshine

##### アナログB面
1. マイ・ボニー - My Bonnie
ビートルズ・セッション。
2. 聖者の行進 - The Saints
ビートルズ・セッション。
3. ルビー・ベイビー - Ruby Baby
4. ノーボディーズ・チャイルド - Nobody's Child
ビートルズ・セッション。
5. ホワッド・アイ・セイ - What'd I Say
6. ヤ・ヤ - Ya Ya

#### 若き日のビートルズ

##### アナログA面
1. マイ・ボニー - My Bonnie
ビートルズ・セッション。
2. いい娘じゃないか - Ain't She Sweet
ビートルズ・セッション。
3. ホワッド・アイ・セイ - What'd I Say
4. マイ・ベイブ - My Babe
5. レッツ・ダンス - Let's Dance

##### アナログB面
1. クライ・フォー・ア・シャドウ - Cry for a Shadow
ビートルズ・セッション。
2. 聖者の行進 - The Saints
ビートルズ・セッション。
3. ユー・アー・マイ・サンシャイン - You Are My Sunshine
4. スワニー川  - Swanee River
5. ホール・ロッタ・シェイキン・ゴーイング・オン - Whole Lotta Shakin' Going On
6. ルビー・ベイビー - Ruby Baby

#### ビートルズ 1961

##### アナログA面
1. いい娘じゃないか - Ain't She Sweet
ビートルズ・セッション。
2. クライ・フォー・ア・シャドウ - Cry for a Shadow
ビートルズ・セッション。
3. レッツ・ダンス - Let's Dance
4. マイ・ボニー -  My Bonnie
ビートルズ・セッション。
5. イフ・ユー・ラヴ・ミー・ベイビー - If You Love Me Baby
ビートルズ・セッション。
6. ホワッド・アイ・セイ - What'd I Say

##### アナログB面
1. スウィート・ジョージア・ブラウン - Sweet Georgia Brown
2. 聖者の行進- The Saints
ビートルズ・セッション。
3. ルビー・ベイビー - Ruby Baby
4. ホワイ - Why
ビートルズ・セッション。
5. ノーボディーズ・チャイルド - Nobody's Child
ビートルズ・セッション。
6. ヤ・ヤ - Ya Ya